# Geschützter Landschaftsbestandteil Kumschedebach

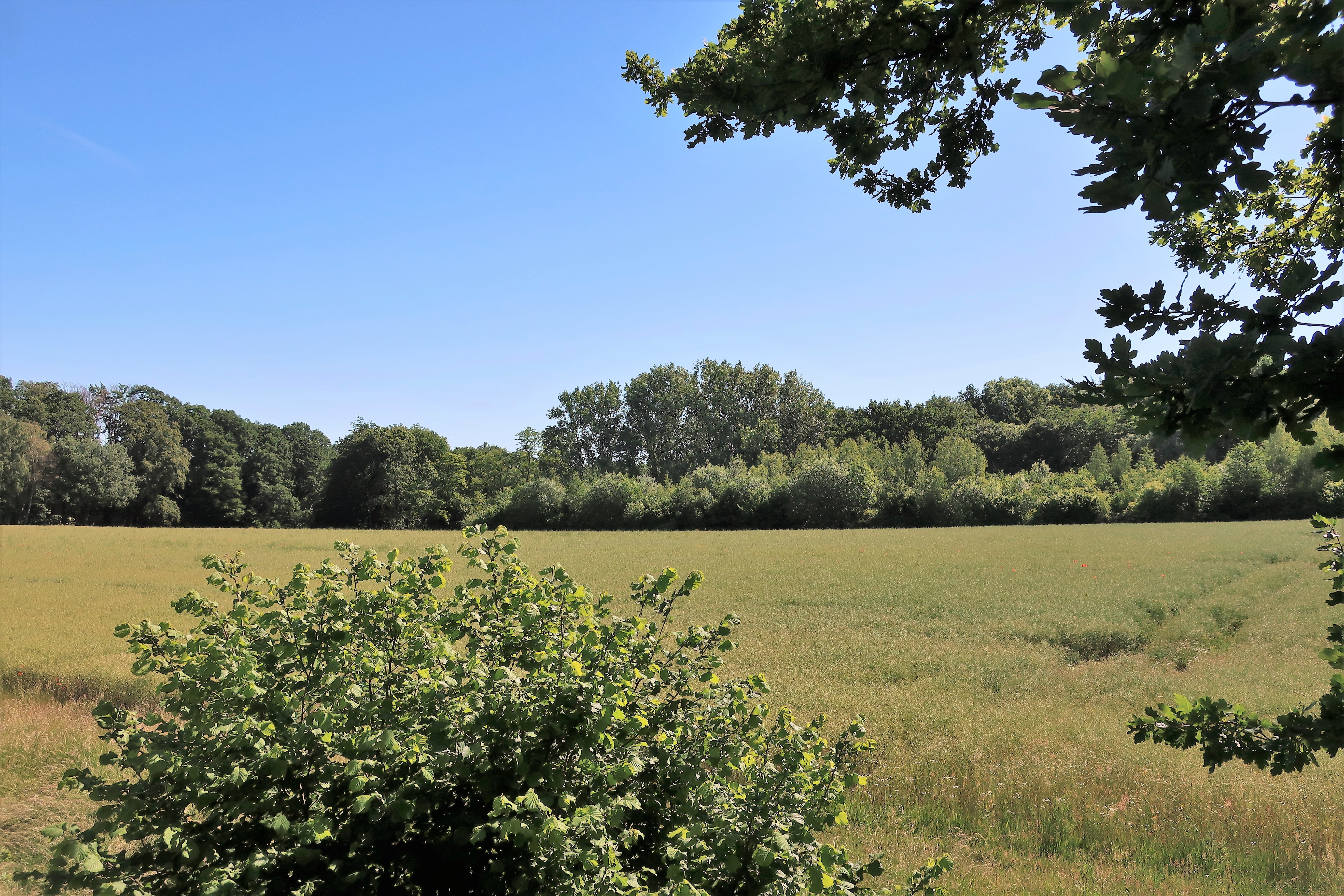
Geschützter Landschaftsbestandteil Kumschedebach im Hintergrund

Der Geschützte Landschaftsbestandteil Kumschedebach mit einer Flächengröße von 1,2 ha befindet sich östlich von Garenfeld auf dem Gebiet der kreisfreien Stadt Hagen in Nordrhein-Westfalen. Der LB wurde 1994 mit dem Landschaftsplan der Stadt Hagen vom Stadtrat von Hagen ausgewiesen. Beim LB handelt es sich um den Kumschedebach der an der Grenze zur Stadt Schwerte liegt. Zum LB gehören der naturnah mäandrierendem Bachlauf und der dortige Erlen-Eschenwald.

## Schutzzweck
Laut Landschaftsplan erfolgte die Ausweisung:
- „zur Sicherung der Leistungsfähigkeit des Naturhaushalts durch Erhalt eines naturnahen Bachlaufes und bodenständiger Auwaldfragmente als Lebensraum insbesondere für seltene Tier- und Pflanzenarten der Fließgewässer und Feuchtwälder und
- zur Gliederung, Belebung und Pflege des Landschaftsbildes durch Erhalt naturnaher Landschaftselemente.“[1]

## Verbot im LB
Zusätzlich zu den umfangreichen Verboten und Geboten für alle Geschützten Landschaftsbestandteile in Hagen, wurde für dieses LB im Landschaftsplan das Verbot erlassen:
- „die forstwirtschaftliche Nutzung mit Ausnahme der Einzelstammentnahme.“[1]